# Rozelle
Rozelle est une ville-banlieue de l'agglomération de Sydney, située dans la zone d'administration locale d'Inner West, dans l'État de Nouvelle-Galles du Sud en Australie.

## Géographie
Rozelle se situe à 4 km à l'ouest du quartier des affaires de Sydney, entre les quartiers de Balmain au nord-est et Lilyfield au sud-ouest. Elle est bordée par l'Iron Cove au nord-ouest et les baies White et Johnstons à l'est et celle de Rozelle au sud-est. Ces trois baies entourent le port à conteneurs de l'île Glebe qui a été rattaché au rivage dans le cadre d'aménagements dans les années 1890.

## Histoire

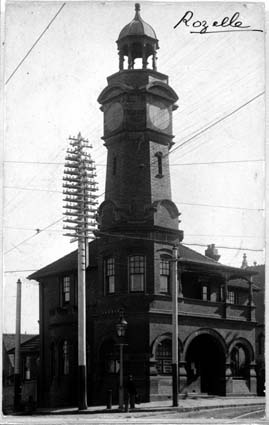
Rozelle Post Office, 1901 (document des Archives nationales d'Australie).

En 1877, la population de Balmain West avait augmenté et le bureau de poste de Balmain devient insuffisant pour leurs besoins en tant que banlieue en pleine croissance. Les résidents demandent un bureau de poste qui leur soit propre et, en 1880, le bureau de poste de Balmain Ouest est établi dans l'épicerie de Joseph Gosling à la jonction de Weston Road (maintenant Victoria Road) et Withecombe Street. Au cours des dix années suivantes, la population de Balmain West continue de croître et en 1891, les travaux commencent pour un nouveau bureau de poste au coin de Weston Road et de Darling Street. 
En décembre 1892, avant l'ouverture du nouveau bureau de poste, le maître de poste choisi Rozelle (du nom de la baie de Rozelle voisine au sud-est) comme nom du bureau de poste de Balmain Ouest. Le nouveau bureau de poste de Rozelle ouvre ses portes en 1894 et au début des années 1900, la banlieue elle-même et les résidents adoptent le nom. 
Les noms de Rozelle et Rozelle Bay (souvent indiqué « Rozella Bay » sur les anciennes cartes), proviennent des perroquets trouvés en abondance à Rose Hill (près de Parramatta), la première banlieue de Sydney, établie comme une zone agricole de choix pour la nouvelle colonie. Les perroquets, également en abondance dans la partie intérieure ouest de la baie de Sydney, étaient communément appelés « perroquets de Rose Hill » ou « Rose-hillers » puis Rosella. 

### Sites et monuments
- Structure dominante du paysage, la centrale électrique au charbon de la baie White a fourni de l'électricité à Sydney pendant 70 ans au cours du XXe siècle et a été utilisée pour la dernière fois en 1983. Elle est classée comme site historique. À côté se trouvait l'hôtel White Bay, qui a ouvert ses portes en 1916 mais a été détruit par un incendie en 2008.
- Du côté ouest de la péninsule, le pont de l'Iron Cove de style moderne, inauguré en 1955, traverse la baie du même nom reliant Rozelle à la banlieue de Drummoyne.
- Du côté est se dresse l'ANZAC Bridge achevé en 1996, il est le principal lien entre le centre-ouest et la ville de Sydney. Sous le pont se trouve son prédécesseur, le pont de l'île Glebe (1901).
- Le parc Callan abritait un asile entre 1878 et 1914. De nombreux bâtiments en grès d'origine ont survécu jusqu'à ce jour, dont la station de pompage des eaux usées, et le parc est ouvert au public.
- L'église presbytérienne Saint-Paul, conçue par E.J. Bowen et construite en 1904. Il s'agit d'un bâtiment en brique avec des garnitures en pierre et un toit en ardoise. Il est désormais inscrit au registre du domaine national[4].
- L'école publique de Rozelle, au coin de la rue Darling et du chemin Victoria, a été conçue par John Horbury Hunt et construite en grès en 1877. Une aile supplémentaire a été conçue par W;E; Kemp et construite en 1881. L'école est désormais inscrite au registre du domaine national[5].

## Démographie
Au recensement de 2016, il y a 8 725 personnes à Rozelle. 61,9 % des personnes sont nées en Australie. Les pays de naissance les plus courants sont l'Angleterre 8,2 %, la Nouvelle-Zélande 3,0 % et l'Irlande 1,2 %. 78,1 % des personnes ne parlent que l'anglais à la maison. Les autres langues parlées comprennent le mandarin 1,2 %, le grec 1,2 % et l'espagnol 1,1 %. Les réponses les plus courantes pour la religion sont « aucune religion », 42,2 % et « catholique », 22,1 %.  

## Écoles et collèges
- École publique de Rozelle
- Sydney College of the Arts (partie de l'université de Sydney)
- Sydney Community College
- Conservatoire international australien de musique
- École des arts visuels de Rozelle
- Sydney Secondary College Balmain Campus

## Églises
- Église catholique Saint-Joseph
- Église anglicane Saint-Thomas (construite en 1874 selon les plans d'Edmund Blacket)
- Église C3

## Galerie

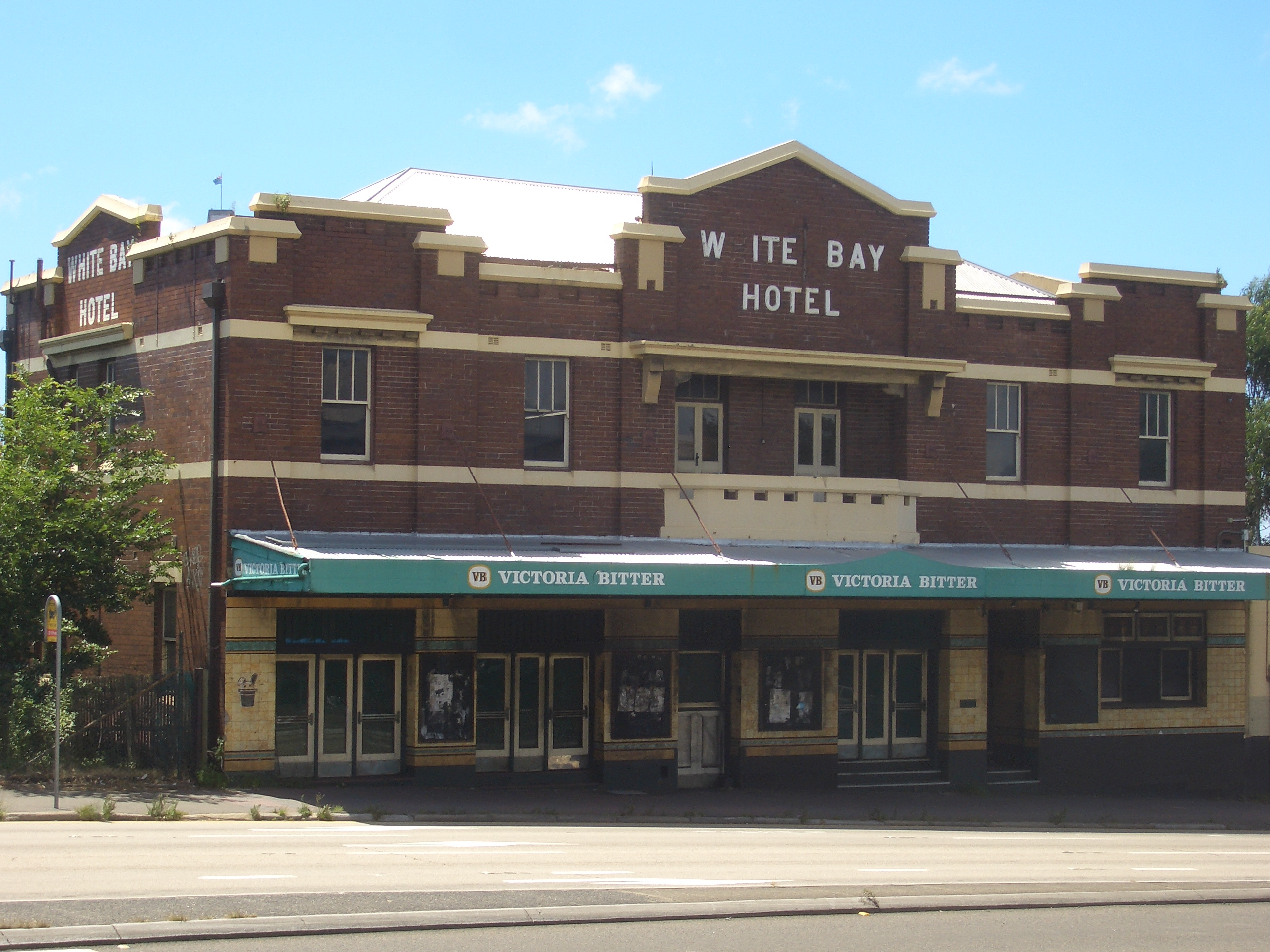
Hôtel White Bay.
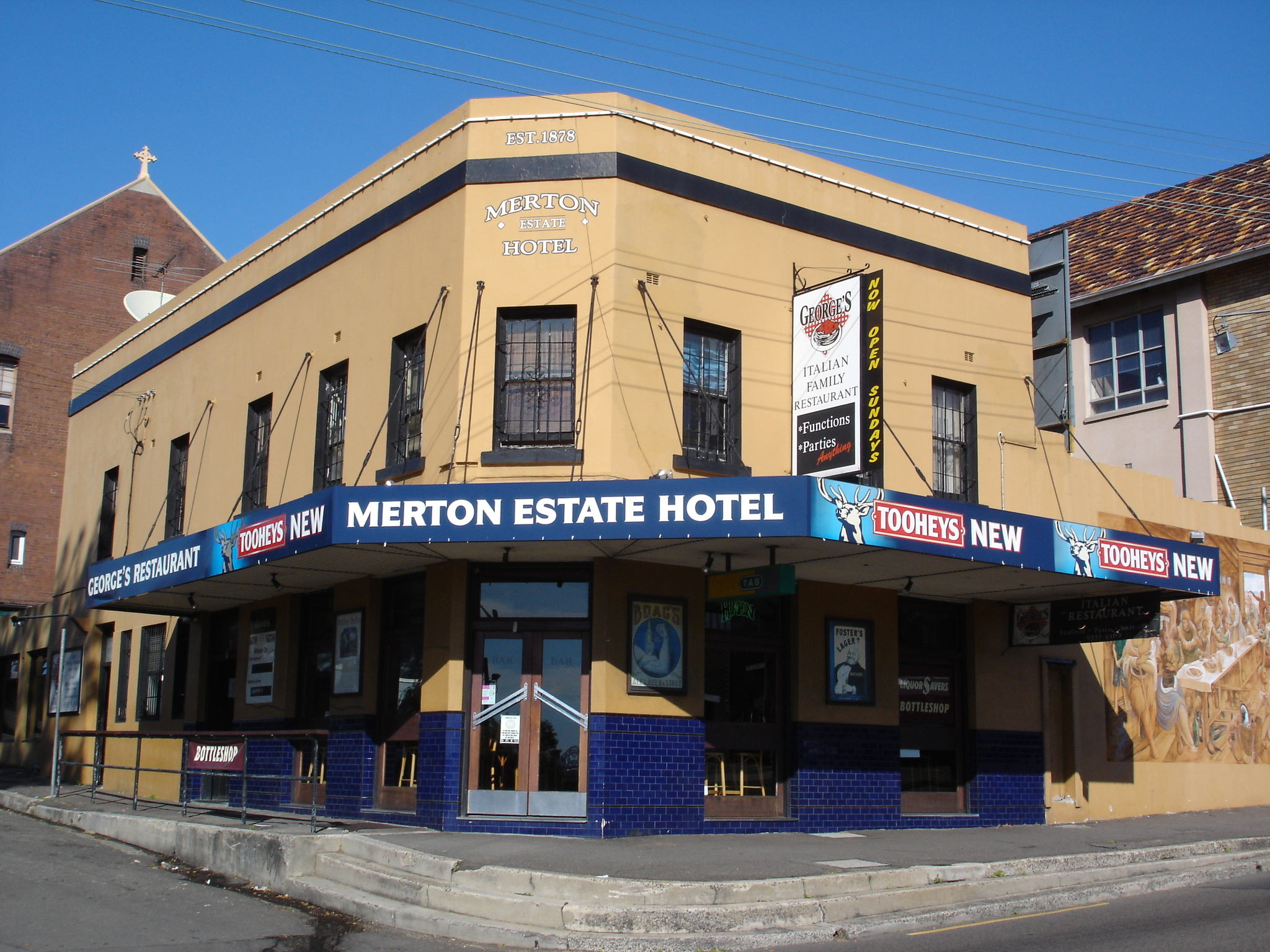
Hôtel Merton Estate.
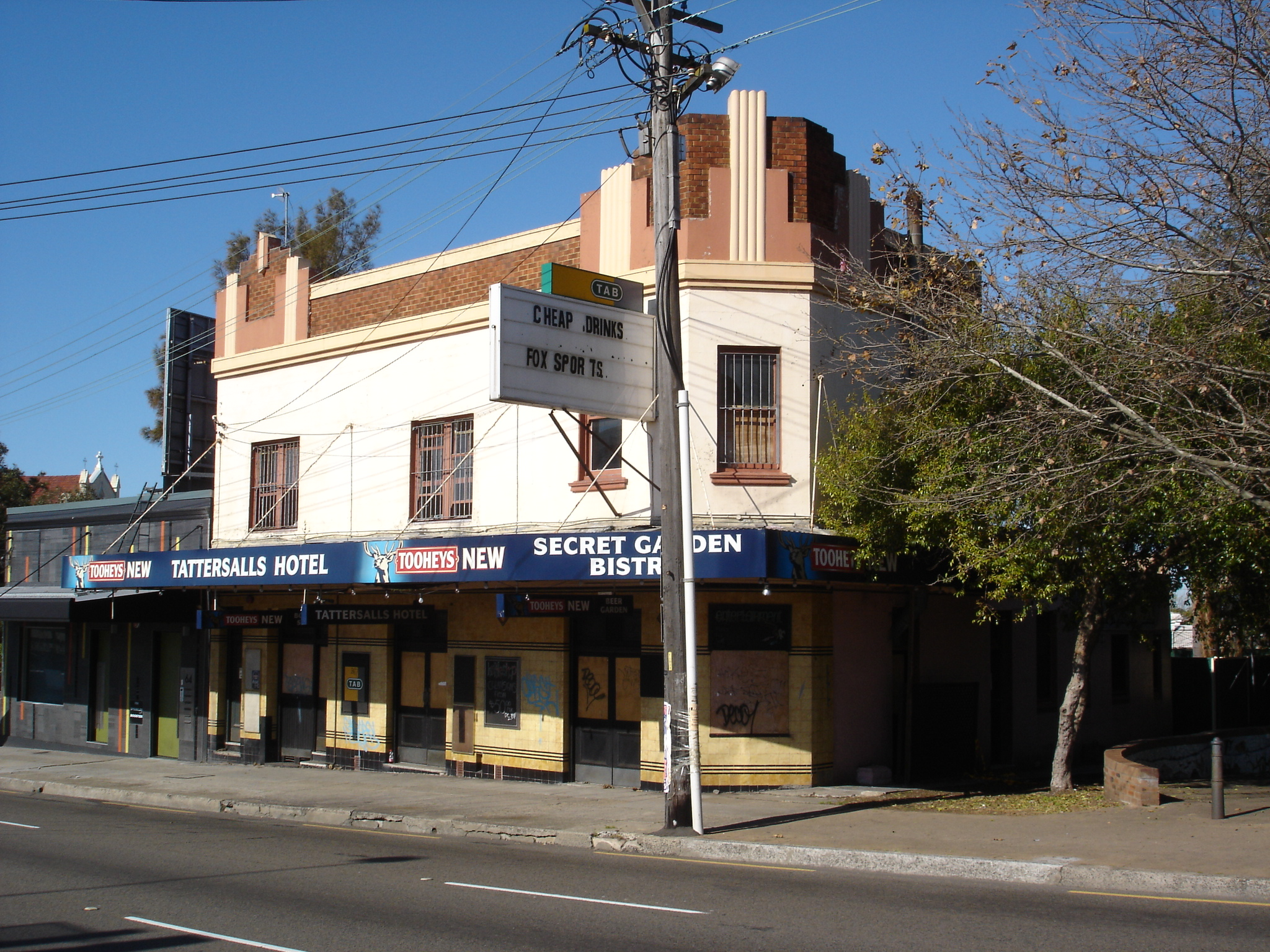
Hôtel Tattersalls.
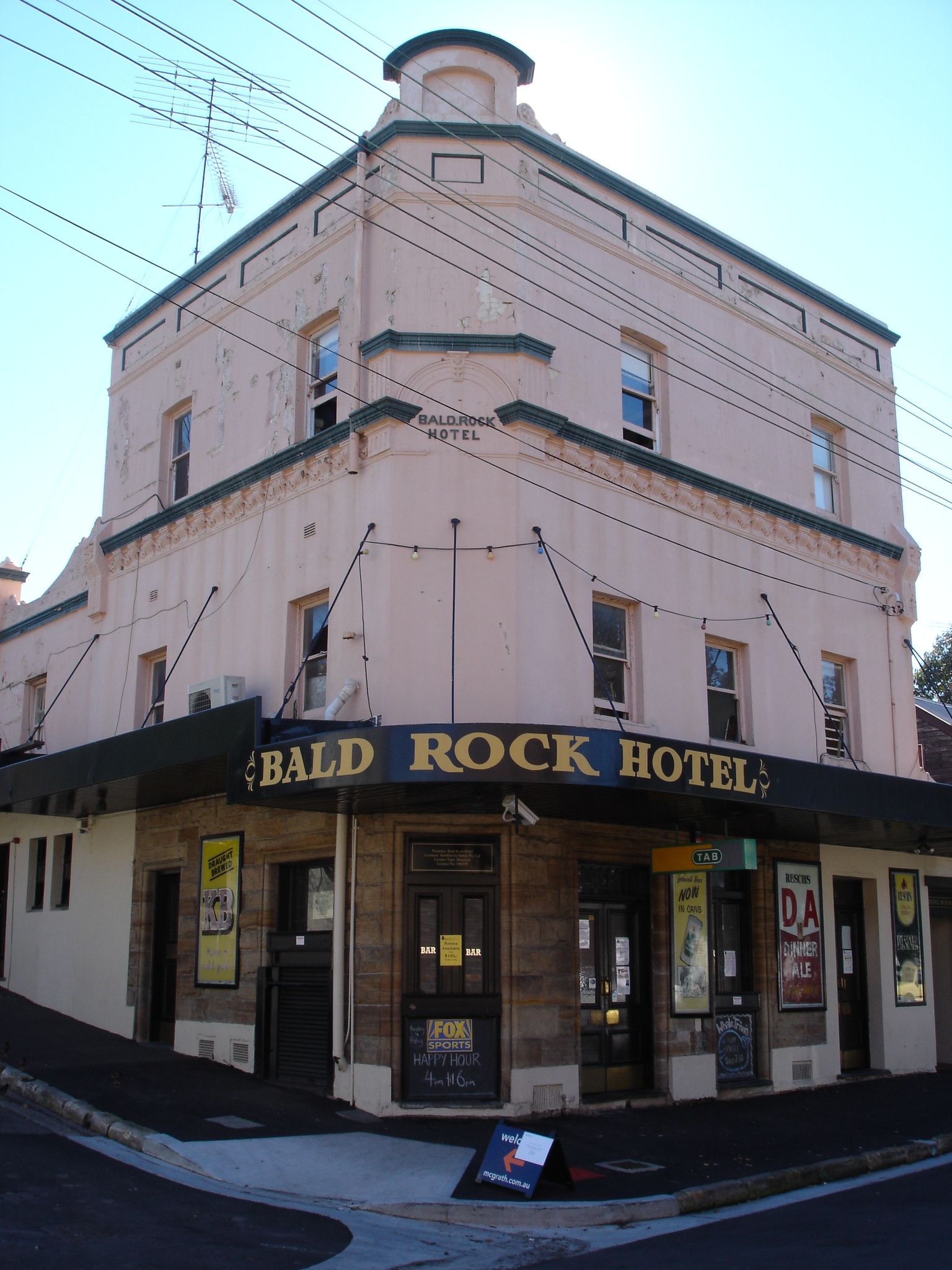
Hôtel Bald Rock.
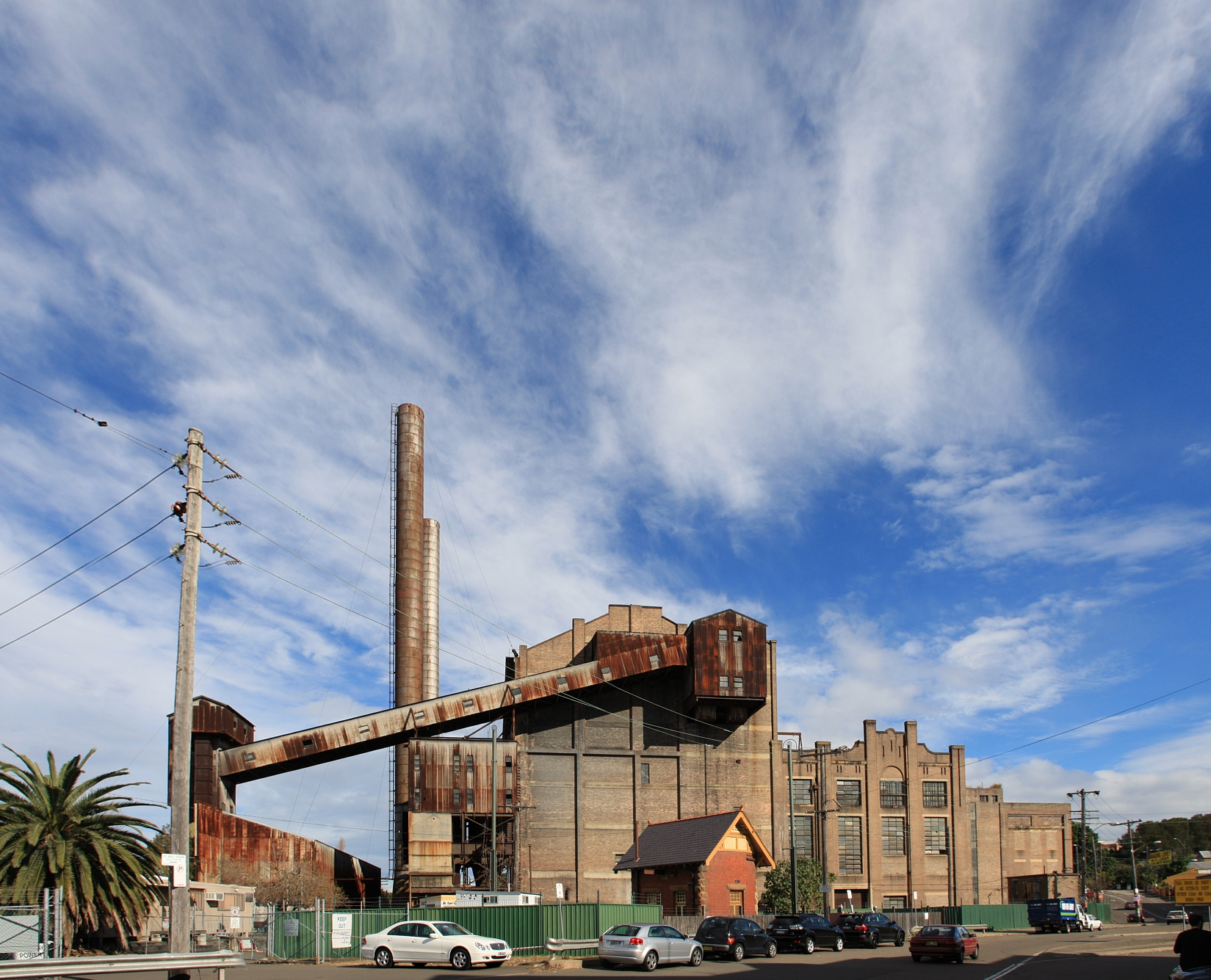
Centrale électrique de la baie White.
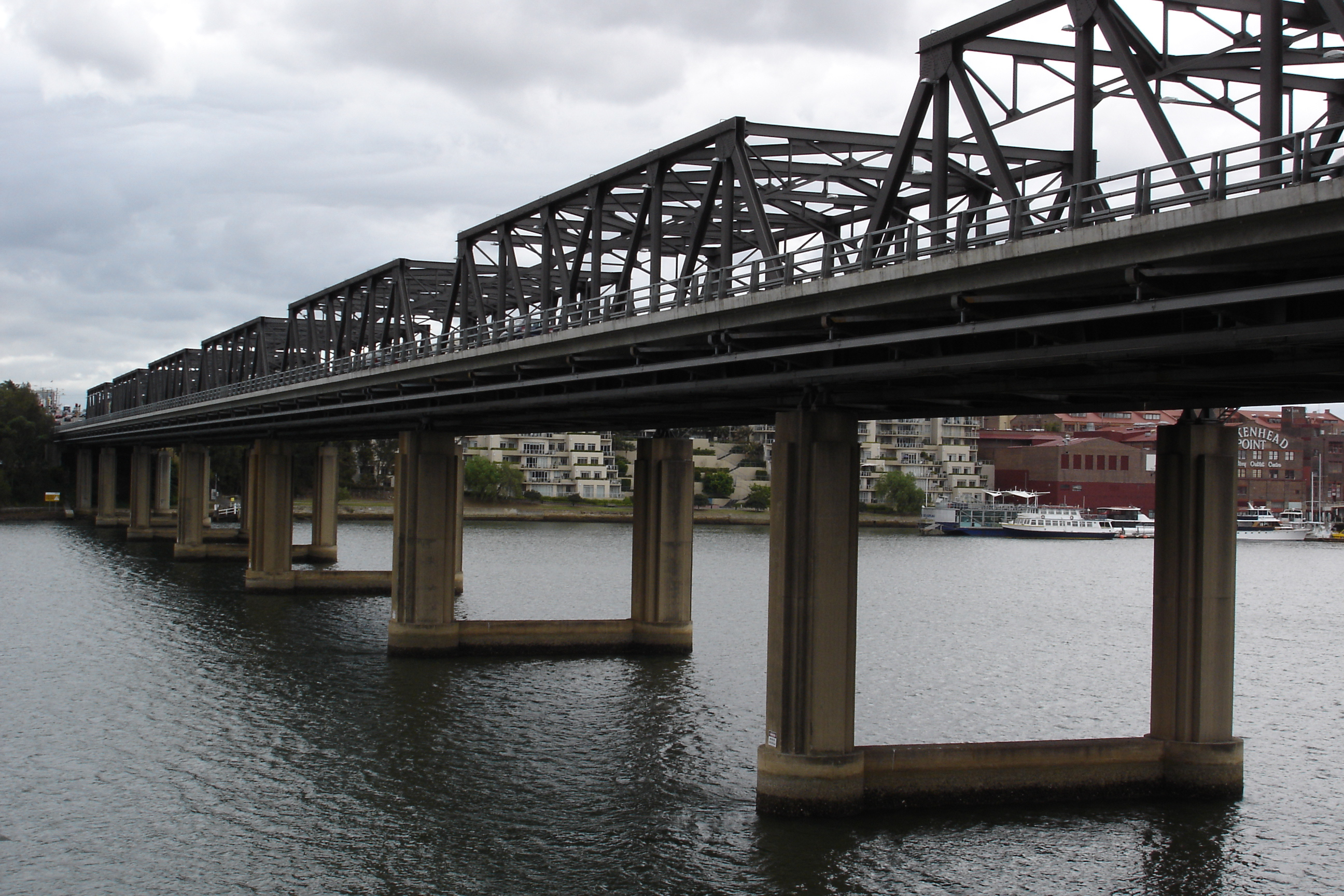
Pont de l'Iron Cove.
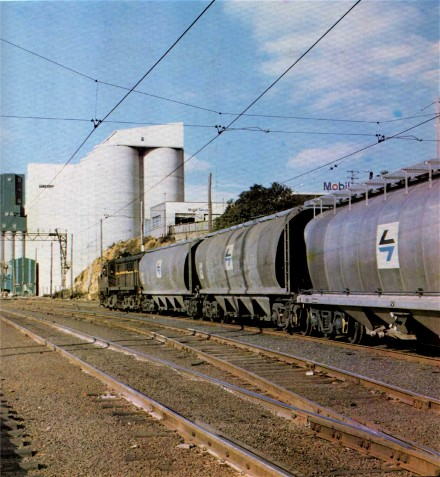
Un train de blé approchant du terminal céréalier en 1977.
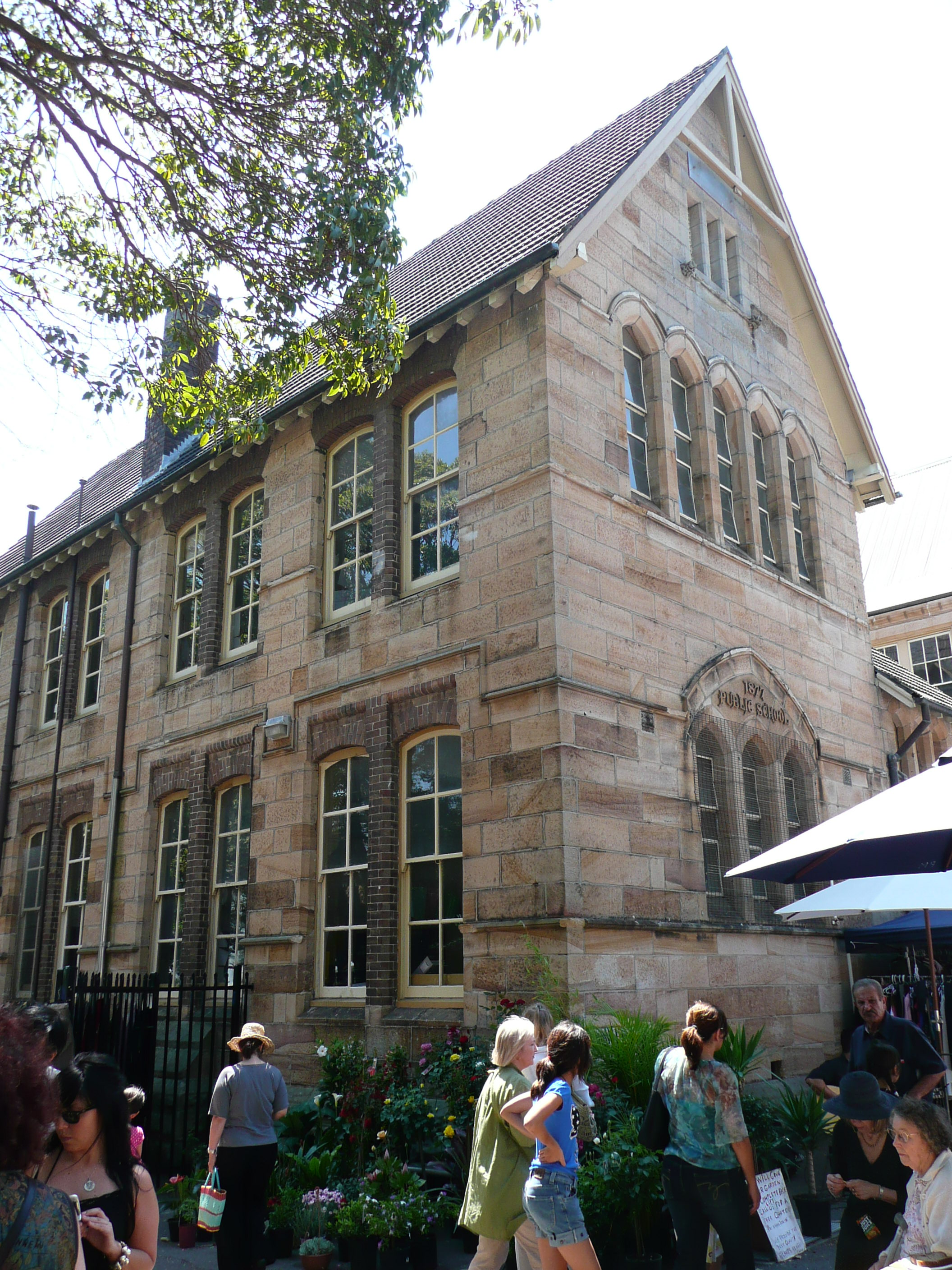
École publique de Rozelle, conçue par John Horbury Hunt.
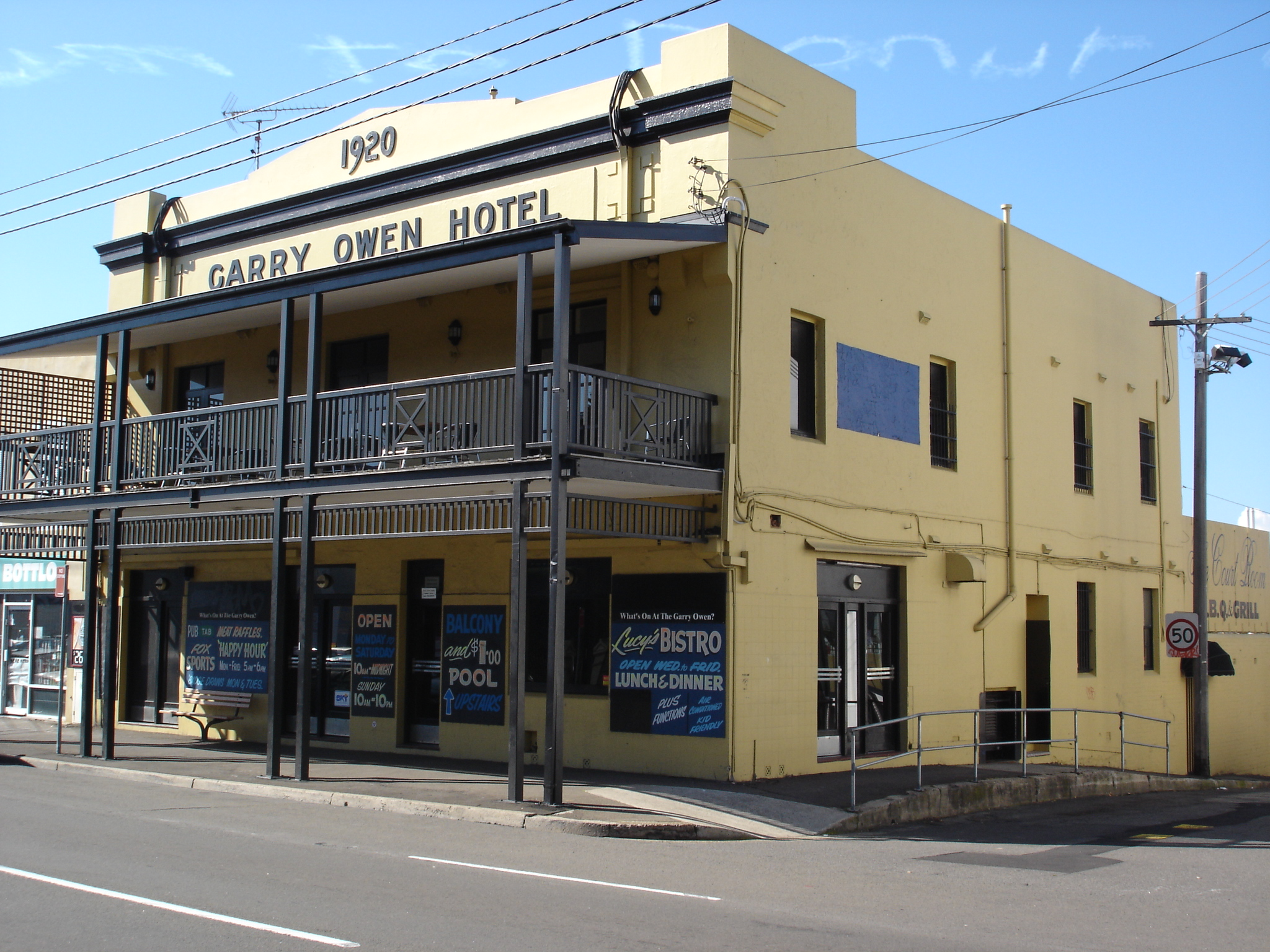
Hôtel Garry Owen.
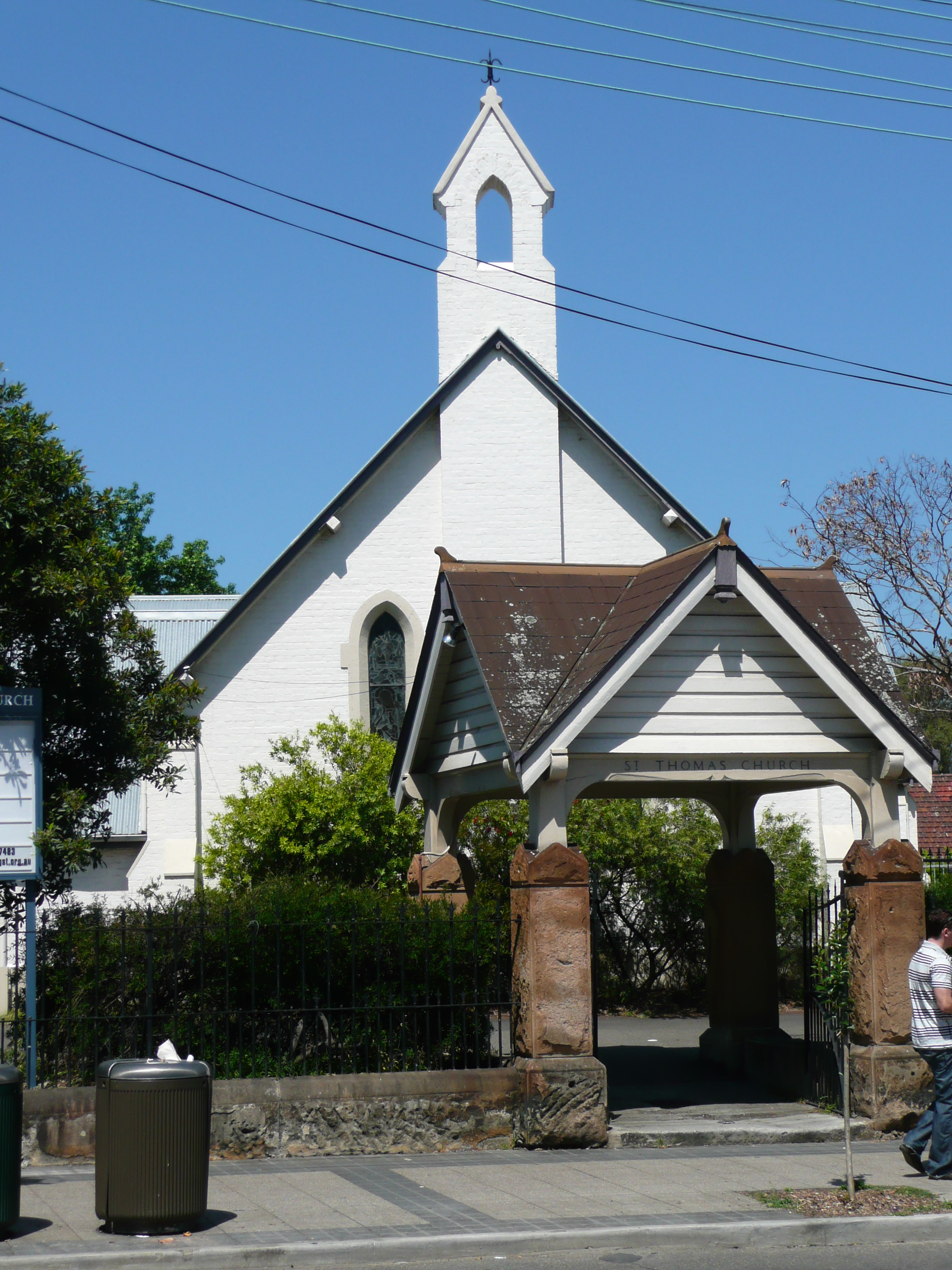
Église anglicane Saint-Thomas.
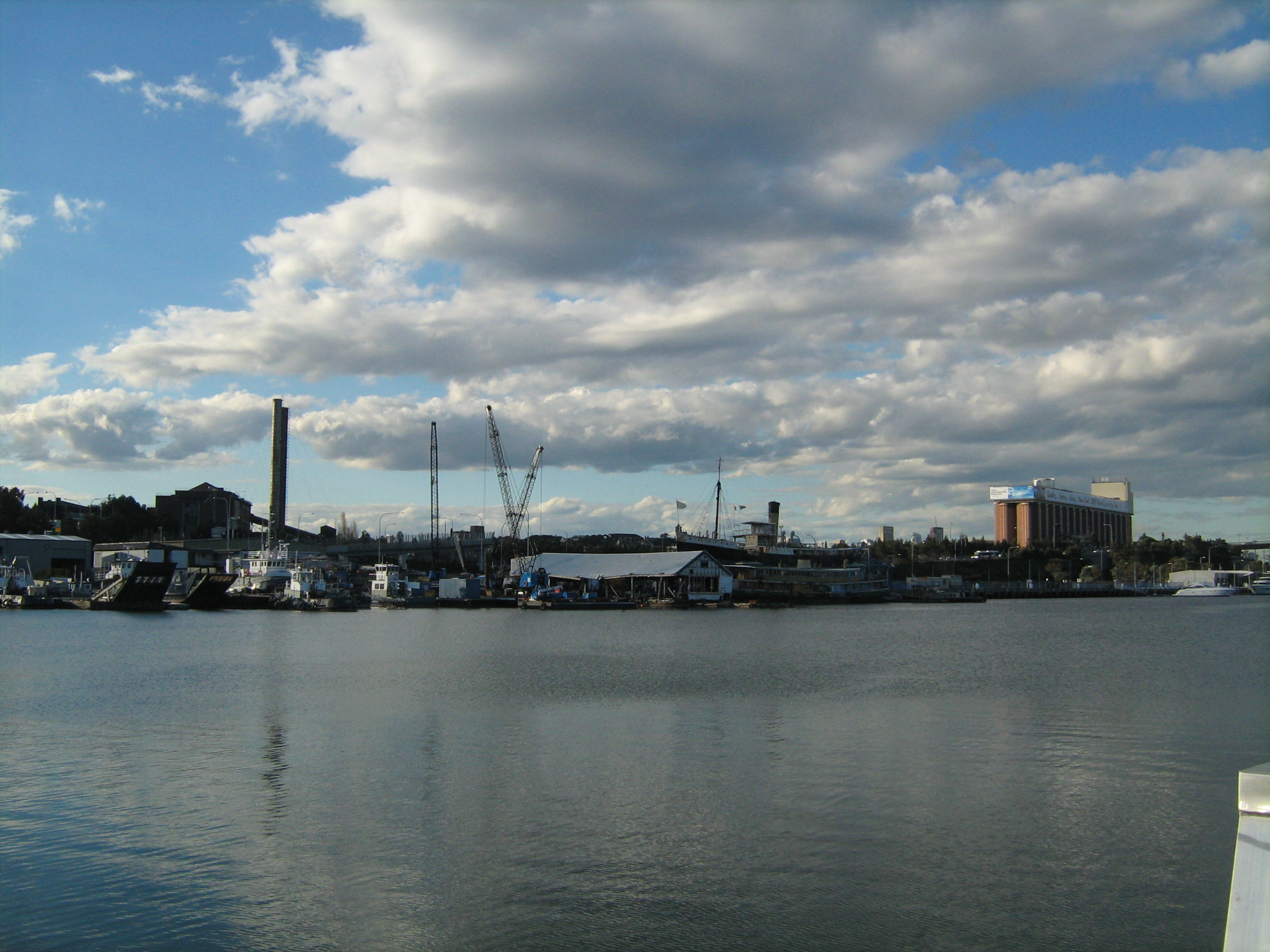
La baie de Rozelle avec la centrale électrique de la baie White et les silos à grains de l'île Glebe en arrière-plan.
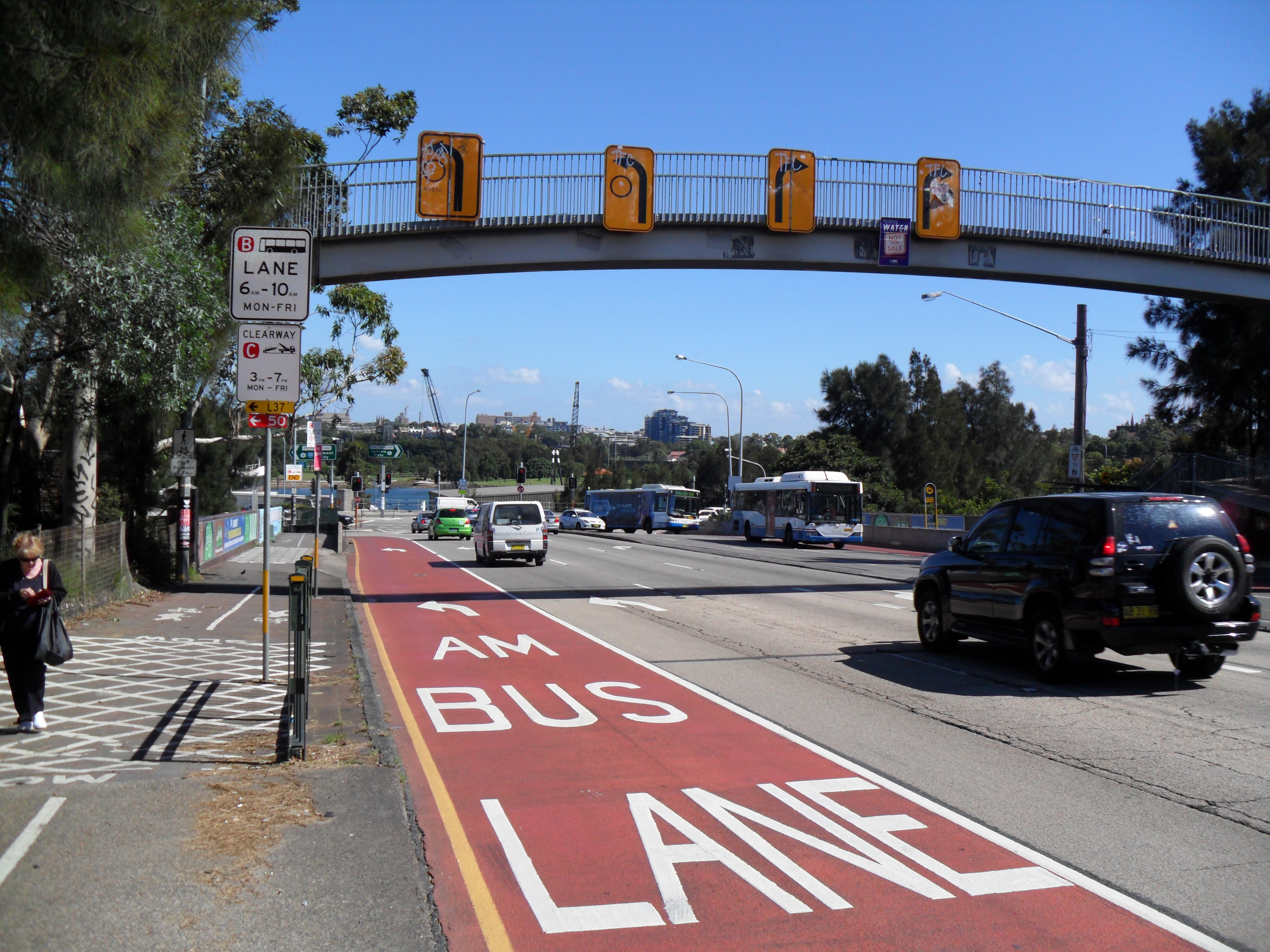
Passerelle traversant le chemin Victoria.